# Paraselenca
Genre
Paraselenca est un genre d'opilions laniatores de la famille des Assamiidae.

## Distribution
Les espèces de ce genre se rencontrent en Afrique de l'Ouest.

## Liste des espèces
Selon World Catalogue of Opiliones (21/06/2021) :
- Paraselenca aculeata (Roewer, 1912)
- Paraselenca hispida (Roewer, 1912)
- Paraselenca marginata Roewer, 1935

## Publication originale
- Roewer, 1923 : Die Weberknechte der Erde. Systematische Bearbeitung der bisher bekannten Opiliones. Gustav Fischer, Jena, p. 1-1116 (texte intégral).